# Kathleen Kluge
Kathleen Kluge (ur. 17 listopada 1981) – niemiecka lekkoatletka specjalizująca się w pchnięciu kulą.
Na arenie międzynarodowej odniosła następujące sukcesy:
| Rok  | Miejsce   | Zawody                         | Pozycja       | Wynik |
| ---- | --------- | ------------------------------ | ------------- | ----- |
| 1998 | Annecy    | mistrzostwa świata juniorów    | 5. miejsce    | 15,82 |
| 2000 | Santiago  | mistrzostwa świata juniorów    | złoty medal   | 17,37 |
| 2001 | Amsterdam | młodzieżowe mistrzostwa Europy | brązowy medal | 17,06 |
| 2003 | Bydgoszcz | młodzieżowe mistrzostwa Europy | srebrny medal | 17,09 |

Dwukrotna brązowa medalistka mistrzostw Niemiec w pchnięciu kulą: na stadionie (2001) oraz w hali (2002).
Rekordy życiowe w pchnięciu kulą: 
- stadion – 17,64 (18 maja 2003, Thum)
- hala – 17,26 (23 lutego 2003, Lipsk)